# 彩虹岭隧道
彩虹岭隧道，位于中国广东省江門市鹤山市的一座公路隧道，是双和公路的主体工程，全长5,068（3.15英里），跨鶴山彩虹岭，属特长隧道，截至2014年，该隧道为广东省内最长的公路隧道。隧道净宽10.5米，净高6.9米，于2003年3月28日正式开工，2005年4月20日贯通，2005年12月31日全面完成土建任务。2007年6月28日，与双和公路一并正式开通。

## 设计和建设
隧道地处鹤山市西南部，穿越皂幕山。隧道内纵坡为基本对称的人字坡，进口段上坡为0.6%，出口段下坡为0.3%，变坡点距隧道进口2,768米，距隧道出口2,300米。
项目由广东省公路局勘察设计院和铁道部隧道工程局勘测设计院联合设计，广东省交通厅组织专家对隧道施工图设计进行了审查。广东工程建设监理有限公司为隧道工程的监理单位，广东长大公路工程有限公司、中国对外建设总公司分别为隧道工程Ⅰ、Ⅱ标段的施工单位。
隧道采用“新奥法”施工，并应用复合防水板、抗渗混凝土、透水软管、橡胶防水等新技术。主隧道旁设有一条平行隧道，作为避难通道使用，两隧道间有21个横洞相连。隧道内设排水、通风、消防安全、变电站等各种设备，每隔50米设置消防水管和消防箱，每隔200米设置一部报警电话；全隧道共安装28个监控摄像头和40台大功率风机，隧道内采用先进的光纤感温探测技术，实施自动化监控，当隧道温度异常升高，探测器会立即反应，火灾警报响起，风机自动启动。
隧道采用一级公路标准建设，设计行车速度60公里/小时。总体设计为双洞四车道，分两期实施：一期工程投资2.04亿元，已建成单洞双车道；二期将完善双洞工程，计划2017年完工。

## 运营
彩虹岭隧道由鹤山市交通发展实业公司与广东瑞华经济发展有限公司合作成立的鹤山市瑞通公路建设有限公司经营。
对过往车辆双向收取通行费，其中，摩托车3元/次；20座以下客车、2吨以下（含2吨）货车、机动三轮车、简易机动车、各种拖拉机15元/次；21座以上至50座客车、2吨以上至5吨（含5吨）货车40元/次；51座以上客车、5吨以上至15吨（含15吨）货车60元/次；15吨以上货车和各种集装箱车75元/次。